# Lista över premiärministrar i Uttar Pradesh
Detta är en lista över premiärministrar (Chief ministers) i Förenade provinserna och Uttar Pradesh.
- sir Nawab Chatari (sir nawab Muhammed Ahmad Said Khan) 3 april 1937-16 juli 1937
- Pandit Govind Ballabh Pant 17 juli 1937-2 november 1939, 1 april 1946-27 december 1954
- Dr. Sampoornananda 28 december 1954-6 december 1960
- Sri Chandrabhanu Gupta 7 december 1960-1 oktober 1963
- Sucheta Kriplani 2 oktober 1963-13 mars 1967
- Chandrabhanu Gupta 14 mars 1967-2 april 1967
- Choudhari Charan Singh 3 april 1967-25 februari 1968
- Chandrabhanu Gupta 26 februari 1969-17 februari 1970
- Choudhari Charan Singh 18 februari 1970-1 oktober 1970
- Sri Tribhuvan Narayan Singh 18 oktober 1970-3 april 1971
- Kamlapati Tripathi 4 april 1971-12 juni 1973
- Sri Hemvati Nandan Bahaguna 8 november 1973-29 november 1975
- Sri Narayan Dutt Tiwari 21 januari 1976-30 april 1977
- Sri Ram Naresh Yadav 23 juni 1977-27 februari 1979
- Sri Banarasi Das 28 februari 1979-17 februari 1980
- Sri Vishwanath Pratap Singh 9 juni 1980-18 juli 1982
- Sri Sripati Mishra 19 juli 1982-3 augusti 1984
- Sri Narayan Dutt Tiwari 3 augusti 1984-24 september 1985
- Sri Vir Bahadur Singh 24 september 1985-24 juni 1988
- Sri Narayan Dutt Tiwari 25 juni 1988-5 december 1989
- Sri Mulayam Singh Yadav 5 december 1989-24 juni 1991
- Sri Kalyan Singh 24 juni 1991-6 december 1992
- Sri Mulayam Singh Yadav 4 december 1993-3 juni 1995
- Ms Mayawati 3 juni 1995-18 oktober 1995, 21 mars 1997-21 september 1997
- Sri Kalyan Singh 21 september 1997-12 november 1999
- Sri Ram Prakash 12 november 1999-28 oktober 2000
- Sri Rajnath Singh 28 oktober 2000-8 mars 2002
- Ms. Mayawati 3 maj 2002-29 augusti 2003
- Sri Mulayam Singh Yadav 29 augusti 2003-13 maj 2007
- Ms. Mayawati 13 maj 2007-15 mars 2012
- Akhilesh Yadav 15 mars 2012-19 mars 2017
- Yogi Adityanath 19 mars 2017 - t.v